# République socialiste de Bosnie-Herzégovine
Pour les articles homonymes, voir Bosnie.
1943–1992
Entités précédentes :
- Royaume de Yougoslavie (1941)
- État indépendant de Croatie (1945)

Entités suivantes :
- République de Bosnie-Herzégovine

La république socialiste de Bosnie-Herzégovine était l'une des six républiques fédérées de la république fédérative populaire de Yougoslavie (de 1943 à 1963), puis de la république fédérative socialiste de Yougoslavie (de 1963 à 1992). Le pays devient république de Bosnie-Herzégovine à la suite de la proclamation de son indépendance en 1992.

## Histoire
La Bosnie médiévale tomba sous domination ottomane au milieu du XVe siècle. Cette domination s’étendit jusqu’en 1878, lorsque, à la suite du congrès de Berlin, la Bosnie-Herzégovine fut placée sous administration de l’Empire austro-hongrois . En 1908, l’Autriche-Hongrie procéda à l’annexion formelle du territoire. C’est à Sarajevo, capitale de la Bosnie, qu’en 1914 l’archiduc François-Ferdinand, héritier du trône austro-hongrois, fut assassiné — un événement qui déclencha la Première Guerre mondiale.
À la fin de la guerre, en 1918, la Bosnie-Herzégovine fut intégrée au royaume des Serbes, Croates et Slovènes, qui deviendra en 1929 le royaume de Yougoslavie.
Au début de la Seconde Guerre mondiale, en 1941, la Yougoslavie fut envahie par les puissances de l’Axe, et la Bosnie-Herzégovine fut intégrée de force à l'État indépendant de Croatie.
Le soulèvement antifasciste commença le 27 juillet 1941 à Drvar, marquant le début de la résistance armée du peuple bosnien. Dès cette période, la Bosnie-Herzégovine devint le cœur du mouvement partisan dirigé par Josip Broz Tito. Le territoire joua un rôle central dans la lutte de libération nationale, accueillant d’importantes batailles contre les forces d’occupation.
Le 25 novembre 1943, la première session du ZAVNOBiH (Conseil antifasciste de libération nationale de Bosnie-Herzégovine) se tint à Mrkonjić Grad. À cette occasion, la Bosnie-Herzégovine fut reconnue comme une république fédérale à part entière au sein de la future Yougoslavie — une date qui est aujourd’hui célébrée comme le Jour de l'État. Quelques jours plus tard, le 29 novembre 1943, la deuxième session de l’AVNOJ (Conseil antifasciste de libération nationale de Yougoslavie) eut lieu à Jajce, établissant les bases de la Yougoslavie fédérative démocratique, composée de six républiques égales : la Slovénie, la Croatie, la Bosnie-Herzégovine, la Serbie, le Monténégro et la Macédoine.
Après la guerre, grâce à sa position géographique centrale et à ses ressources naturelles abondantes, la Bosnie-Herzégovine fut choisie comme pilier stratégique du développement industriel de la république fédérative socialiste de Yougoslavie , notamment dans le secteur de la défense. Le slogan communiste de « fraternité et unité » trouvait un écho fort en Bosnie-Herzégovine, république au tissu ethnique diversifié, où la cohabitation harmonieuse entre les différentes communautés était promue comme un pilier de la stabilité nationale.
La Bosnie connut un développement économique, culturel et social significatif durant cette période. L’industrialisation s’accéléra avec la construction des chemins de fer Brčko-Banovići et Šamac-Sarajevo, ainsi que la création de pôles industriels à Zenica et Tuzla. L’essor industriel permit l’expansion de l’éducation et la réduction de l’analphabétisme, avec l’ouverture de facultés à Sarajevo, Tuzla, Banja Luka et Mostar. Cette période de stabilité culmina avec l’accueil des Jeux olympiques d'hiver de 1984 à Sarajevo, symbole d’ouverture et de diversité.
Avec l’effondrement de la Yougoslavie, la Bosnie a déclaré son indépendance et a été reconnue internationalement en mars 1992 comme la république de Bosnie-Herzégovine.

## Géographie
La république socialiste de Bosnie-Herzégovine était située dans le sud-est de l’Europe, dans la partie occidentale des Balkans, au sein de la république fédérative socialiste de Yougoslavie. Sa superficie totale s’élevait à 51 129 km2. Elle se divisait en deux grandes régions géographiques : la Bosnie, au nord (environ 42 000 km²), et l’Herzégovine, au sud.
La Bosnie est une région majoritairement montagneuse, tout comme l’Herzégovine, bien que cette dernière présente des caractéristiques géologiques distinctes. Au nord, le relief montagneux s’adoucit progressivement pour former les collines de la Posavina, puis la plaine pannonienne. Les chaînes dinariques traversent le territoire d’ouest en est, tandis que les principales vallées suivent le tracé des grands fleuves (Una, Vrbas, Bosna, Drina), qui s’écoulent du sud vers le nord, à l’exception de la Neretva, qui prend la direction inverse.
Environ 13,6 % de la surface du pays était constituée de terres fertiles, et 2,96 % étaient consacrées à l’agriculture. Le reste, soit 83,44 %, était utilisé à d’autres fins, notamment forestières ou industrielles. La Bosnie-Herzégovine disposait de ressources naturelles importantes : charbon, fer, bauxite, manganèse, bois, cuivre, chrome, zinc et un fort potentiel hydroélectrique.
Le point culminant du territoire était le mont Maglić (2 386 m), tandis que son point le plus bas se situait sur le littoral adriatique. Le climat était de type continental modéré, caractérisé par des étés chauds et des hivers froids. Dans les régions montagneuses, les étés étaient courts et frais, et les hivers longs et rigoureux. La zone côtière bénéficiait, quant à elle, d’un climat plus doux et humide, avec des hivers pluvieux.

## Économie
Sous la république fédérative socialiste de Yougoslavie(RFSY), la Bosnie-Herzégovine se distinguait comme une république moyennement développée, mais dotée d’un potentiel industriel remarquable. Grâce à une industrialisation rapide et diversifiée, elle devint l’un des moteurs économiques de la fédération.
L’économie reposait principalement sur une industrie dynamique et orientée vers l’exportation. Parmi les secteurs les plus performants figuraient la métallurgie, la production de machines et de véhicules, l’aéronautique, l’industrie chimique et pharmaceutique, ainsi que le textile, l’agroalimentaire et la production d’énergie. Ces secteurs généraient des revenus considérables, consolidant la position de la Bosnie-Herzégovine dans le tissu économique yougoslave.
Ce développement reposait sur le socialisme autogestionnaire, instauré comme modèle économique fondamental par la république fédérative socialiste de Yougoslavie.
Plusieurs entreprises bosniennes entretenaient à l’époque des partenariats avec de grandes marques internationales. Ainsi, TAS Sarajevo collaborait avec Volkswagen, FAMOS Sarajevo avec Daimler-Benz, et FDS Sarajevo avec Philip Morris. Energoinvest s’était imposée comme l’un des leaders régionaux dans le domaine de la construction d’infrastructures énergétiques, avec un chiffre d’affaires annuel avoisinant deux milliards de dollars. D’autres géants industriels jouaient un rôle central dans l’économie de la république, tels qu’UNIS PRETIS, actif dans la production industrielle et civile, RMK Zenica dans la sidérurgie, ainsi que BNT Novi Travnik et SOKO Mostar, spécialisés dans l’industrie à usage spécial, avec environ un milliard de dollars de revenus annuels chacun.
Le taux de chômage restait relativement bas, oscillant autour de 6 % en moyenne annuelle.
En parallèle, l’agriculture, majoritairement entre les mains de petits propriétaires privés, complétait le tissu économique. Bien qu’elle ne constituât pas le secteur dominant, elle assurait l’autosuffisance alimentaire d’une large part de la population et contribuait activement au marché inter-républicain.
Grâce à cette dynamique, la Bosnie-Herzégovine s’imposait comme une république à la fois productive, stable et pleinement intégrée aux chaînes économiques yougoslaves et internationales. Ce modèle de développement industriel et coopératif incarnait, à l’époque, l’une des réussites du projet socialiste dans les Balkans.

## Politique
Conformément aux décisions de la deuxième session de l’AVNOJ en 1943, ainsi qu’aux constitutions yougoslaves successives, la Bosnie-Herzégovine fut reconnue comme un territoire commun aux Serbes, Croates et musulmans (aujourd’hui appelés Bosniaques), indivisible, sur la base de ses fondements historiques. Elle devint l’une des six républiques fédérées de la république fédérative socialiste de Yougoslavie (RFSY), d’abord sous le nom de « République populaire de Bosnie-Herzégovine », puis, à partir de 1963, sous celui de « république socialiste de Bosnie-Herzégovine ».
De 1943 à 1945, la fonction de chef de l’État fut assurée par le président du ZAVNOBiH (Conseil antifasciste de libération nationale de Bosnie-Herzégovine). Entre 1945 et 1953, ce rôle revint au président du Présidium de l’Assemblée nationale, avant d’être exercé par le président de l’Assemblée jusqu’en 1974. La Constitution de cette année-là introduisit une présidence collégiale à la tête de la république.
République la plus multiethnique de la fédération, la Bosnie-Herzégovine comptait une population composée des trois principaux peuples slaves, ainsi que d'autres communautés minoritaires. Cette diversité lui valut le surnom de « Yougoslavie en miniature ». Josip Broz Tito soulignait régulièrement cette spécificité, déclarant : « La Bosnie est indivisible, et elle est à la fois serbe, croate et musulmane ».

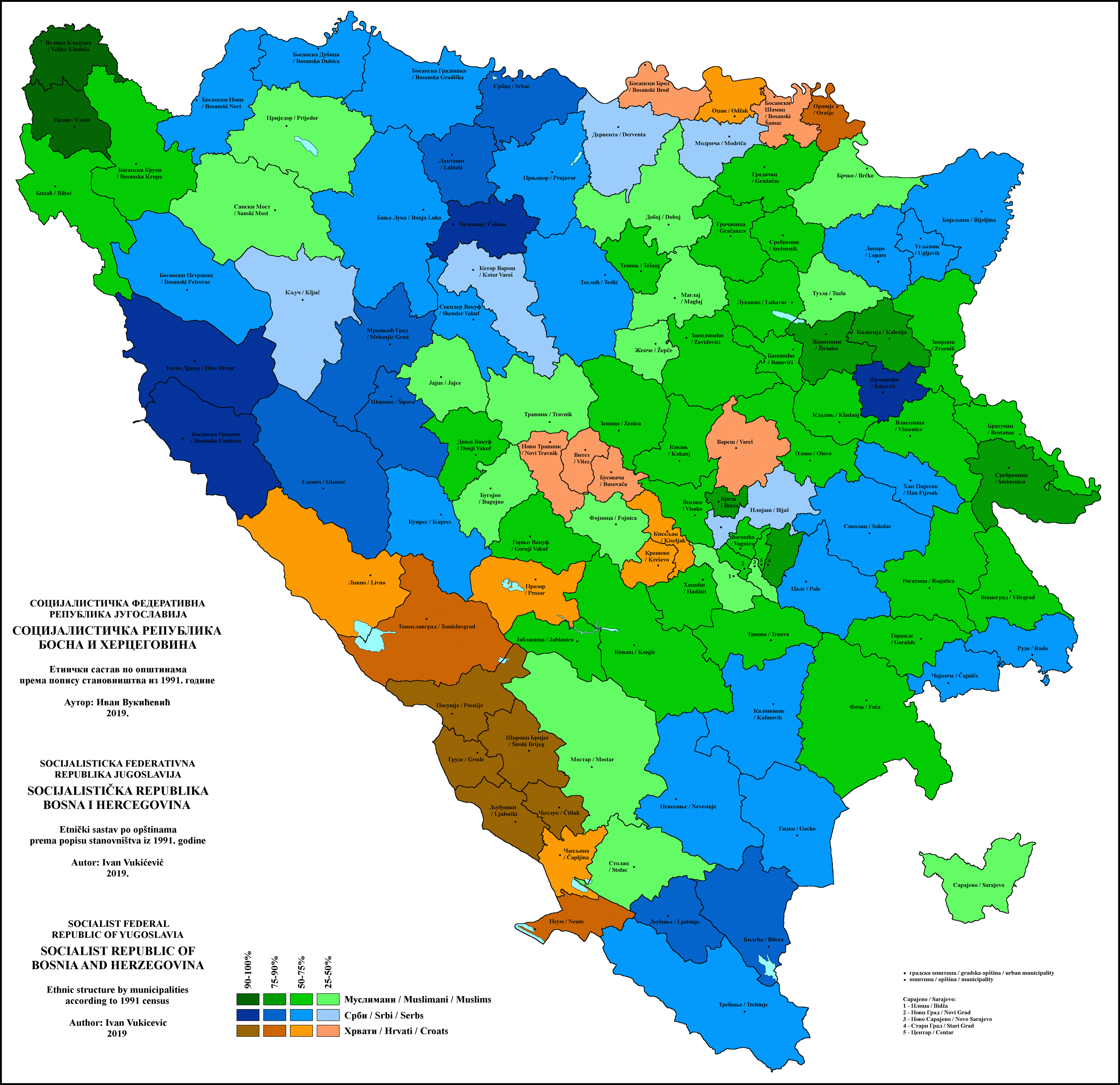
Composition ethnique de la Bosnie-Herzégovine en 1991.

Depuis 1968, la Ligue des communistes de Bosnie-Herzégovine reconnaissait officiellement les musulmans bosniens comme une nation. Lors du recensement de 1971, ils se déclarèrent « Musulmans » avec un « M » majuscule, marquant une identité nationale distincte de leur appartenance religieuse.
La présidence de la république socialiste de Bosnie-Herzégovine comptait initialement neuf membres, représentatifs de la diversité de la population. Après les premières élections multipartites de novembre 1990, elle fut réduite à sept membres : deux pour chacun des trois peuples constitutifs (Bosniaques, Serbes et Croates), et un pour les autres nationalités. L’un d’eux exerçait la fonction de président de la Présidence. L’Assemblée de la république socialiste de Bosnie-Herzégovine constituait l’organe législatif principal, adoptant les lois et décisions relatives aux affaires intérieures et extérieures, en conformité avec la législation fédérale. Le gouvernement républicain exerçait le pouvoir exécutif conformément aux dispositions des constitutions fédérale et républicaine.
Les années 1970 virent l’émergence d’une élite politique bosnienne influente. Des personnalités telles que Džemal Bijedić, Branko Mikulić ou Hamdija Pozderac jouèrent un rôle déterminant dans la consolidation de la souveraineté et de l’identité politique de la Bosnie-Herzégovine au sein de la fédération.
Après la mort de Tito en 1980, la Bosnie-Herzégovine fut confrontée à la résurgence de courants nationalistes, notamment dans les milieux intellectuels serbes. Cette dynamique, encouragée et soutenue par certaines républiques voisines, favorisa l’essor du nationalisme au sein même de la société bosnienne, remettant progressivement en cause l’équilibre multiethnique et le modèle de coexistence défendu par le système titoïste. Cette évolution accentua considérablement les tensions interethniques dans les années précédant l’effondrement de la Yougoslavie, ainsi que le déclenchement de la guerre qui en a résulté.